# Coelotes kintaroi
Coelotes kintaroi là một loài nhện trong họ Amaurobiidae.
Loài này thuộc chi Coelotes. Coelotes kintaroi được miêu tả năm 1983 bởi Nishikawa.